# Lien Van de Kelder
Lien Van de Kelder (Kortrijk, 30 oktober 1982) is een Vlaamse actrice, juriste en politicus. Ze werd bekend door haar rol als Sofie Bastiaens in de televisieserie Thuis. In de politiereeks Zone Stad speelde ze vier seizoenen lang de rol van inspecteur Fien Bosvoorde en in de soap Familie als Marie Devlieger. Sinds 2025 is ze schepen in Antwerpen.

## Carrière
Van de Kelder combineerde haar werk als actrice met een academische studie. Ze speelde al in verschillende toneelstukken en tv-series, waaronder Wittekerke en Flikken, toen ze afstudeerde als master in de rechten. In 2007 studeerde ze in het kader van het Erasmus Student Network aan de Universiteit van Montpellier, zodat ze tijdelijk uit de serie Thuis werd geschreven. Later deed ze nog een specialisatiejaar in intellectueel eigendomsrecht.
In de zomer van 2007 kondigde ze aan dat ze voor de commerciële zender VIJFtv het programma Outback Luke ging presenteren. Het was haar eerste opdracht als presentatrice. Vanaf 2008 vertolkte ze een hoofdrol in het nieuwe seizoen van Zone Stad. Ze maakte ook reportages voor Vlaanderen Vakantieland. Omdat dat niet combineerbaar was, verdween ze uit de serie Thuis op het einde van het 13e seizoen (2007-2008). Ze werkte vier jaar voor Zone Stad, maar daarna verdween ze op eigen vraag uit de serie.
Na haar hoofdrol in de internationale televisieproductie The Spiral (2012) werd ze gecast voor een kleine rol in de bioscoopfilm Nymphomaniac van Lars von Trier. Haar aandeel werd wel opgenomen, maar uiteindelijk niet in de film verwerkt.
In 2013 en 2014 werkte Van de Kelder op het kabinet van minister van Economie en Consumentenzaken Johan Vande Lanotte, waar ze verantwoordelijk was voor de wetgeving rond intellectueel eigendomsrecht.
Daarna werd ze onder meer Netwerkcoördinator Musea & Erfgoed in de stad Antwerpen (2023).
In 2024 stapte ze in de politiek. Bij de gemeenteraadsverkiezingen dat jaar stond ze als derde op de Vooruit-lijst in Antwerpen en raakte ze verkozen. Op 2 januari 2025 werd ze door Vooruit als schepen voorgedragen in de Antwerpse gemeenteraad. Ze werd schepen van Cultuur, Werk, Gelijke Kansen en Ontwikkelingssamenwerking in het nieuwe stadsbestuur.

## Theater

### Musicals
- Annie, 1991-1992, regie Jos Dom, in het KJT te Antwerpen
- Vrouw Holle, 1999, regie Walter Janssens, als de stiefmoeder
- Het verhaal van Anabelle die niet kon slapen, regie Jos Dom, Arenbergschouwburg te Antwerpen
- Pinokkio, 2000, Studio 100, Antwerpen, als Mario
- Pinokkio, 2000-2001, Studio 100, Nederland, als Mario
- Peter Pan, 2000-2001, Music Hall, regie van Jos Dom, als Indiaan (dansrol), als Tijgerlelie (hoofdrol, één maal gespeeld)
- A Little Night Music, 2001-2002, Sondheim, bewerking van het Koninklijk Ballet van Vlaanderen, regie van Caroline Frerichs. als kleindochter van Madame Armfeldt Vlaanderen en Nederland

### Toneelstuk
- Sorgfrie, 1998, regie Pieter Borremans, als titelrol

### Ballet
- Experiment, met de balletschool, dansvoorstellingen in de Arenbergschouwburg te Antwerpen
- Kadans, met de balletschool, dansvoorstellingen in de Arenbergschouwburg te Antwerpen

## Televisie
- Wittekerke, 2001, D&D productions, als Laura
- Spoed, 2002, Studio’s amusement, als stagiaire Arlette Van Doninck
- Thuis, 2002 tot 2006, 2007 tot 2008, VRT-TV1, als Sofie Bastiaens
- De Wet volgens Milo, 2004, VTM, aflevering 4, als Helène
- Flikken, 2005, seizoen 7 aflevering 6, als Anika Heyermans
- Steracteur Sterartiest, 2006
- Witse, 2006, seizoen 4 aflevering 2, als Margo Simons
- Outback Luke, 2007, VIJFtv
- Zone Stad, 2008 tot 2012, VTM, als Inspecteur Fien Bosvoorde
- The Spiral, 2012, VRT, als Roos Dubois
- Vermist IV, 2012, VIER, als Monica Legear
- Aspe, 2013, seizoen 9 aflevering 11, VTM, als Marianne De Vos
- Hoera Cultuur, 2013, seizoen 1, Canvas
- Vermist V, 2014, VIER, als Monica Legear
- Heer & Meester, 2014, seizoen 1 aflevering 9, MAX, als Loes
- Flikken Maastricht, 2014, seizoen 9 aflevering 9, 10 en 11, AVROTROS, als Sophia Arletti
- 71° Noord, 2008, seizoen 3, de opnames werden vroegtijdig stopgezet na het overlijden van presentator Ernst-Paul Hasselbach en productieassistente Leentje Custers bij de opnamen in Noorwegen
- Familie, 2017 tot 2019, VTM, als Marie Devlieger

## Filmografie
- Pinokkio, 2000, VTM
- Broadcast, 2004, als Nicky
- Herbie: Fully Loaded, 2005, als de stem van Maggie Peyton in de Nederlandstalige versie
- The Simpsons Movie, vlaamse versie
- Horton, 2008, als de stem van Kangaroo in de Nederlandstalige versie
- In haar labyrint, 2009, hoofdrol Jessi
- Sint, 2010, bijrol als verpleegster
- Legend of the Guardians, 2010, als stem
- Cars 2, 2011, als stem
- Vlaamse Flikken (Film), 2020, als Kathleen De Paepe.

## Trivia
- Met haar vriendin Viv Van Dingenen deed ze mee aan het programma Beste vrienden.
- Van de Kelder medepresenteerde in 2008 de Pop Poll de Luxe van het blad Humo.
- Samen met Jan De Smet, Mauro Pawlowski, Wouter Berlaen, Ad Cominotto en Stoy Stoffelen maakte ze in 2019 Smartschade. Een show met Nederlandstalige levensliedjes.

## Privéleven
Sinds augustus 2009 heeft ze een relatie met regisseur Hans Herbots, die ze had leren kennen op de set van Zone Stad. Het stel heeft een dochter (2013) en een zoon (2014).